# Erdőstal
En persons Erdőstal är ett sätt att beskriva samarbetsavståndet mellan en författare av matematiska uppsatser och den ungerske matematikern Paul Erdős, som var en av de mest produktiva matematikerna någonsin.
En författares Erdőstal definieras som antalet led mellan denne och Erdős enligt följande: Paul Erdős själv har Erdőstal noll. Erdőstalet för en författare X är ett plus det minsta Erdőstalet hos alla de författare med vilka X samarbetat på en matematisk artikel. De personer som skrivit en artikel tillsammans med Erdős har alltså Erdőstal ett, de som skrivit artiklar med dessa personer har i sin tur Erdőstal två, och så vidare. Paul Erdős skrev omkring 1500 matematiska artiklar under sin livstid; de flesta av dem tillsammans med andra matematiker. Han samarbetade direkt med 509 personer, som alltså är de som har Erdőstal ett. Omkring 7000 personer har Erdőstal två.
Erdőstalet är en del av matematikernas folklore sedan många år. Professionella matematikers Erdőstal varierar upp till 15 men medel är 4,65 och medianen 5.[när?] På grund av den ökande mängden tvärvetenskapliga samarbeten har många forskare inom andra områden än matematik också ändliga Erdőstal, även i områden som ligger ganska långt från ren matematik. 
Ett liknande begrepp är Bacontalet i "Six degrees of Kevin Bacon", där samarbetet istället handlar om skådespelare som varit med i samma film som Kevin Bacon.